# Georgiens väg
Georgiens väg (georgiska: საქართველოს გზა; Sakartvelos Gza) är ett politiskt parti i Georgien. Partiet registrerades den 11 mars 2006. Mellan partiets grundande och den 11 november 2010 leddes partiet av den före detta georgiska utrikesministern, Salomé Zurabisjvili, som sparkades av den georgiska premiärministern Zurab Nogaideli i oktober 2005. Den 11 november 2010 meddelade hon sin avgång, och efterträddes av Kacha Seturidze. Hon återkom dock till posten inför presidentvalet i Georgien 2013.
Partiet är i opposition till regeringen med president Micheil Saakasjvili, som de anklagar för att inte ha uppfyllt de löften som gavs vid Rosenrevolutionen 2003. I nuläget är det svårt att definiera partiets policy, som framförallt har fastnat för pragmatisk och konstruktiv kritik av regeringen. I stort sett verkar Zurabisjvili luta mot någon form av liberalism. Medan de adresserade marssammanträdet för partiet sade Zurabisjvili "Vi måste få tillbaka de georgiska värdena; toleransen och solidariteten som vi förlorar idag, vi måste acceptera andras åsikter, för utan den mångfald av åsikter är det omöjligt att bilda en stat". Även om partiets förra ordförande, Zurabisjvili, åtnjöt ett högt anseende i landet, har partiet inte kunnat etablera sig på den politiska spelplanen. Vid valet av kommunfullmäktige i Tbilisi i oktober 2006 röstade bara dryga 2 % av valkretsen på partiet.

### Fotnoter
1. ↑  http://www.messenger.com.ge/issues/2234_november_12_2010/2234_eto.html
2. ↑  Bidder, Benjamin (14 maj 2009). ”Intervju med oppositionsledaren Zurabisjvili”. Spiegel. http://www.spiegel.de/international/world/0,1518,624807,00.html. Läst 6 april 2010.